# Akufen
Marc Leclair (13 augustus, 1966) is een Canadese dj en producer uit Montreal die actief is met het produceren van deephouse en Minimal techno. Het meest bekend is hij onder de naam Akufen. Dit is een fonetische spelling voor het woord acouphène, dat Frans is voor Tinnitus. Akufen werd vooral bekend vanwege zijn album My Way (2002) dat geprezen werd door de pers. Vanaf 2013 is Horror inc. een belangrijke werknaam voor zijn werk.   

## Biografie
Leclair groeit op in een vrij religieuze familie. Muziek is zijn belangrijkste uitlaatklep. Als hij rond zijn 14e Kraftwerk ontdekt krijgt hij interesse in elektronische muziek. Lang blijft hij luisteraar tot hij in de jaren negentig actief wordt als dj en producer. Hij begint op de golven van de dan populaire Intelligent dance music. Zo verschijnt in 1996 al het obscure Nocturnal Works Vol 1 van het project Noiz Slack-R. Een ander vroeg project is het weinig succesvolle pseudoniem David Scott waarvan het synthpop-album Sex Machine (2000) verschijnt. Ook is hij deel van het duo Juicebox met Martin Dumais. Het succes komt met zijn project Akufen, waarmee hij een bestaan als muzikant kan beginnen. Vanaf 1999 verschijnen er met regelmaat singles. De eerste paar singles bevatten Minimal techno naar Duits voorbeeld. Wanneer in 2001 de ep Quebec Nightclub verschijnt geeft hij een duidelijk visitekaartje van een eigen stijl af. De minimal tracks zijn aangekleed met een groot aantal zeer korte samples die uit een grote verscheidenheid van platen afkomstig is. Het brengt hem onder de aandacht van de muziekpers en wordt de opmaat naar zijn album My Way, dat in 2002 verschijnt. Het album wordt uitermate goed ontvangen en Akufen wordt daarmee een van de wegbereiders van de microhouse. Het levert hem enkele grote remixopdrachten op voor onder andere Massive Attack, Craig David en Cabaret Voltaire. Zijn bekendheid zorgt ook dat hij de zeventiende aflevering van de Fabric-reeks mag mixen. In 2004 maakt hij met producers Freeform en The Rip Off Artist het album Blu TribunL waarop ieder enkele tracks voor rekening neemt. De tracks zijn ditmaal omkleed met samples uit de Blues. Eind 2004 verschijnt een nieuw album onder zijn eigen naam met daarop zeer experimentele elektronica. Na enkele jaren van stilte laat hij in 2013 weer van zich horen met het project Horror inc. Op het album Briefly Eternal (2013) keert hij terug naar de minimal sound uit zijn begintijd. Vanaf 2016 blaast hij ook Akufen nieuw leven in en verschijnen er weer singles en ep's. In 2024 brengt hij als Horror inc. weer een nieuw album uit. A Soundtrack For Strange Times  is een volledig instrumentaal album met daarop stevige Jazz-invloeden.  

## Selectieve discografie

### Albums
- Noiz Slack-R - Nocturnal Works Vol 1 (1996)
- Juicebox – Miniputtingbingobowlers (1997)
- David Scott - Sex Machine (2000)
- My Way (2002)
- Fabric 17 (2004)
- Akufen / Freeform / The Rip Off Artist – Blu TribunL (2004)
- Marc Leclair - Musique Pour 3 Femmes Enceintes (2004)
- Horror inc. - Briefly Eternal (2013)
- Horror inc. - A Soundtrack For Strange Times (2024)